# Héber ábécé
A héber ábécé (héberül: אָלֶף־בֵּית עִבְרִי, alef-bet ivri) eredeti formájában egy 22 betűt (vagy karaktert) tartalmazó, úgynevezett „abdzsad” (abjad), azaz tisztán mássalhangzóírás, amelyet az ókortól kezdve napjainkig a héber nyelv írására használnak. Ugyanezt az írást használták és használják ma is, esetleges kisebb módosításokkal a zsidó diaszpóra számos más nyelvének – például a német jiddis, a spanyol ladino vagy a judeo-arab nyelvek – leírására is. A bibliai szövegek lejegyzése során kialakult úgynevezett pontozási rendszer eredetileg nem volt része az írásnak.
Az írástípusok tekintetében szokás föníciai, arámi, szamaritánus, héber stb. írásokat külön tárgyalni, ezek azonban csak a betűformában mutatnak eltérést, mind ugyanannak az írásnak a változatai. Éppen ezért a betűk sorrendje, elnevezéseik, fonetikai értékük és használatuk módja is megegyezik.
A héber nyelvhez használt írástípusok a történelem során jelentősen változtak, így beszélhetünk óhéber, kvadrát, rási és modern kurzív típusú írásokról. (Ezek a legjellegzetesebb csoportokat jelentik.) A jelen cikkben szereplő típus a kvadrát. Az ókori Izraelben eredetileg használt óhéber és a mai kvadrát semmiben sem hasonlít egymásra, utóbbi az arámból fejlődött ki.

## Története
A kvadrát az i. e. 3. század során alakult ki az arámiból, amit a nyelv írására az i. e. 6. sz. óta használtak. Ezt megelőzően a hébert az óhéber írással írták, mely az i. e. 10 században jött létre a föníciai ábécé nyomán.
A héber írás történetében a legnagyobb fordulatot a babiloni fogság idézte elő, amikor i. e. 598 és 596 között II. Nabú-kudurri-uszur erőszakkal Babilonba telepítette a zsidóság nagy részét. Mintegy fél évszázad múltán II. Kurus perzsa király megengedte a hazaköltözésüket. Ebben az időszakban vették át a zsidók az arámi ábécének akkorra már igen elterjedt és kedvelt betűit. Az i. e. 6. századtól kezdve a gömbölyded, hajlékony vonalvezetésű arámi betűkkel írták a héber szövegeket, egyelőre nem változtatva azok formáján. Mintegy 200 év alatt alakították ki sajátos, máig megőrzött betűtípusukat, a kvadrátot, a tulajdonképpeni héber írást, melyben az egyes betűk egy-egy négyzetet töltenek ki. A kvadrát szolgált alapul a szép héber nyomdabetűk, valamint a modern héber írás spanyol (széfárd), lengyel-német (askenázi), levantei és marokkói változatának kialakulásához is.

## A héber írás elemei
A héber írás több, egymásra épülő, de nem egyszerre kialakult elemből (jelcsoportból) áll. Mivel a héber írást az ókortól napjainkig különféle jellegű szövegek lejegyzésére használták / használják, érdemes azzal is tisztában lenni, hogy az egyes íráselemek a szövegcsoportokban nem egyformán fordulnak elő. A táblázat mutatja az egyes íráselemek jelenlétét a főbb szövegtípusokban.
| Az írás elemei                    | Az írás elemei                    | Főbb szövegtípusok                                                                               | Főbb szövegtípusok | Főbb szövegtípusok        | Főbb szövegtípusok | Főbb szövegtípusok  |
|                                   |                                   | ókori pontozatlan • héber karakterekkel írt sémi (pl. arám) • héber karakterekkel átírt nem sémi | héber Biblia       | posztbiblikus, rabbinikus | újhéber pontozott  | újhéber pontozatlan |
| Ábécé: a betűk vagy mássalhangzók | Ábécé: a betűk vagy mássalhangzók | +                                                                                                | +                  | +                         | +                  | +                   |
| --------------------------------- | --------------------------------- | ------------------------------------------------------------------------------------------------ | ------------------ | ------------------------- | ------------------ | ------------------- |
| Pontozás                          | Magánhangzójelek                  | –                                                                                                | +                  | –                         | +                  | ritkán              |
| Pontozás                          | Segédjelek                        | –                                                                                                | +                  | –                         | +                  | ritkán              |
| Pontozás                          | Neginák                           | –                                                                                                | +                  | –                         | –                  | –                   |
| Pontozás                          | Egyéb jelek                       | –                                                                                                | +                  | –                         | –                  | –                   |

## Az ábécé, azaz a mássalhangzók
A héber ábécé 22 mássalhangzóbetűből áll. Amikor a héber ábécéről beszélünk, akkor csak ezekre a betűkre gondolunk, az összes többi jel (a pontok) nem tartoznak bele az ábécébe, betűnek is csak ezeket nevezzük.
| Alapbetűk | Alapbetűk | Alapbetűk | Alapbetűk | Végbetűk (kamnefec) | Végbetűk (kamnefec) | Végbetűk (kamnefec) | Magánhangzóbetűként (mater lectionis)                                      |
| betű      | név       | átírás    | kiejtés   | betű                | név                 | kiejtés             | mit jelöl és hol                                                           |
| --------- | --------- | --------- | --------- | ------------------- | ------------------- | ------------------- | -------------------------------------------------------------------------- |
| א         | álef      | ʾ         | –         |                     |                     |                     | á – héberben ritka, az arámi nyelvben gyakori                              |
| ב         | bét       | b         | b / v     |                     |                     |                     |                                                                            |
| ג         | gimel     | g         | g         |                     |                     |                     |                                                                            |
| ד         | dálet     | d         | d         |                     |                     |                     |                                                                            |
| ה         | hé        | h         | h, –      |                     |                     |                     | (a), á, e, é, ó – csak szó végén                                           |
| ו         | váv       | w         | v         |                     |                     |                     | ó, ú (o, u) – szó belsejében vagy végén; elején csak az וּ ú- és kötőszóban |
| ז         | zajin     | z         | z         |                     |                     |                     |                                                                            |
| ח         | hét       | ḥ         | ch        |                     |                     |                     |                                                                            |
| ט         | tét       | ṭ         | t         |                     |                     |                     |                                                                            |
| י         | jod       | y         | j         |                     |                     |                     | í (i), é – szó belsejében vagy végén; e – egy birtokragban                 |
| כ         | khaf      | k         | k / ch    | ך                   | vég-khaf            | ch (k)              |                                                                            |
| ל         | lámed     | l         | l         |                     |                     |                     |                                                                            |
| מ         | mém       | m         | m         | ם                   | vég-mém             | m                   |                                                                            |
| נ         | nun       | n         | n         | ן                   | vég-nun             | n                   |                                                                            |
| ס         | számeh    | s         | sz        |                     |                     |                     |                                                                            |
| ע         | ajin      | ʿ         | –         |                     |                     |                     | (e – jiddisben)                                                            |
| פ         | pé        | p         | p / f     | ף                   | vég-pé              | f (p)               |                                                                            |
| צ         | cádi      | ṣ, c      | c         | ץ                   | vég-cádi            | c                   |                                                                            |
| ק         | kof       | q, ḳ      | k         |                     |                     |                     |                                                                            |
| ר         | rés       | r         | r         |                     |                     |                     |                                                                            |
| שׂ         | szin      | ś         | sz        |                     |                     |                     |                                                                            |
| שׁ         | sin       | š         | s         |                     |                     |                     |                                                                            |
| ת         | táv       | t         | t         |                     |                     |                     |                                                                            |

Eredetileg az s és az sz jelölésére csak egy betűt alkalmaztak (sin: ש), a ma őket megkülönböztető diakritikus pont későbbi fejlemény (sin: שׁ és szin: שׂ). A mai pontozatlan szövegekben a sin mindig jelöletlen, csak a szin kap pontot, középkori szövegben mindkettő jelöletlen. A betűk elnevezése egységes, a szefárd – askenázi – újhéber kiejtési különbségekkel magyarázható kisebb eltéréseknek (pl. jod / jud, cáde / cadi) nincs jelentősége (a fenti betűnevek az OH. 264. oldalán lévő táblázatot követik, amely Bányai Viktória és Komoróczy Szonja Ráhel munkáján alapul).

### Több betű, egy hang
Amint a fenti táblázatban is látható, helyenként előfordul, hogy több betűhöz ugyanaz a hangérték tartozik, akárcsak a magyar j és ly esetében (az alábbiakban a modern izraeli hébert vesszük alapul). Az azonos hangértékkel rendelkező betűk az alábbiak:
| Egyik betű          | Egyik betű | Másik betű           | Másik betű | Közös hangérték |
| ------------------- | ---------- | -------------------- | ---------- | --------------- |
| vét (dágés nélkül)  | ב          | váv                  | ו          | /v/             |
| kaf (dágéssel)      | כּ          | kof                  | ק          | /k/             |
| khaf (dágés nélkül) | כ          | hét                  | ח          | /χ/ („kh”)      |
| tét                 | ט          | táv                  | ת          | /t/             |
| számeh              | ס          | szin (balra ponttal) | שׂ          | /s/ („sz”)      |

### Alak szerinti rendezés
Az alábbi táblázat alaki hasonlóság szerint rendezve mutatja be a betűket, hogy a szembeállítás révén a különbségeik jobban kitűnjenek. (Ezúttal talpas (serif), azon belül Times New Roman betűtípussal szerepelnek a betűk.)
| ז                                       | ו     | ד     | ר     | ן        | ך        | ף      |        |
|                                         |       |       |       |          |          |        |        |
| zajin                                   | váv   | dálet | rés   | vég-nun  | vég-khaf | vég-pé |        |
|                                         |       |       |       |          |          |        |        |
| נ                                       | ב     | כ     | פ     | מ        | ם        | ט      | ס      |
|                                         |       |       |       |          |          |        |        |
| nun                                     | bét   | khaf  | pé    | mém      | vég-mém  | tét    | számeh |
|                                         |       |       |       |          |          |        |        |
| ה                                       | ח     | ת     |       | ץ        | ע        | צ      | ש      |
|                                         |       |       |       |          |          |        |        |
| hé                                      | hét   | táv   |       | vég-cádi | ajin     | cádi   | sin    |
|                                         |       |       |       |          |          |        |        |
| További, könnyebben elkülöníthető betűk |       |       |       |          |          |        |        |
|                                         |       |       |       |          |          |        |        |
|                                         | ל     | ק     | ג     | א        | י        |        |        |
|                                         |       |       |       |          |          |        |        |
|                                         | lámed | kof   | gimel | álef     | jod      |        |        |

### Mássalhangzócsoportok
A mássalhangzókat különféle közös tulajdonságaik alapján (melyek lehetnek nyelvtaniak vagy pusztán formaiak) a héber nyelvtan csoportokba sorolja. A héber elnevezések általában az egyes betűcsoportokból alkotott mozaikszavak, vagyis nem jelentenek semmit.
- kamnefec (végbetűk) – Öt betűnek – כ מ נ פ ץ  k, m, n, p, c – külön szóvégi formája van, négyet az alapbetűk szárának lehúzásával, egyet (m) összezárásával kapunk. Elnevezése a belőlük alkotott כַּמְנֶפֶץ kamnefec betűszó. A végbetűk az óhéberben még nem léteztek.[3]
- begadkefat-betűk – A ב ג ד כ פ ת b, g, d, k, p, t betűk, vannak kemény és lágy formáik, dáges lenét vehetnek föl.
- magánhangzóbetűk (mater lectionis) – A ה hé, ו váv és י jod bizonyos helyzetekben magánhangzókat jelöl. Ilyenkor nevük magánhangzóbetű (héberül אִמּוֹת הַקְּרִיָּה immót haqqərijjá olvasási anyák vagy anyabetűk). Az א álef is idetartozik, de á-ként való alkalmazása az arámban szokásos és nem a héberben.
- némabetűk – Azok a betűk, amelyeket az olvasás során nem kell kiejteni. Bármely betű lehet néma, ami nem kap magánhangzót vagy svát, a héberben ugyanis a szó utolsó mássalhangzóját leszámítva minden betű kell, hogy kapjon magánhangzót vagy svát. Ami nem kap, az abban a helyzetben az olvasás szempontjából nem létezőnek tekintendő. Elsősorban az álef tartozik ide (pl. a רֹאשׁ rós fej-ben, mert nincs magánhangzója, de a יֶאֱהַב je'ehav szeretni fog már nem, mert itt van magánhangzója; a יִשׁשָׂכָר jišśáchár Izsakhár-ban az שׁ š néma). A némabetűket a gondosabb kéziratok és kiadások ráfé-val jelölik.
- torokhangok (gutturálisok) – Az א ה ח ע álef, hé, chet, ajin és a ר res. Nem kettőzhetőek; szimpla svá helyett összetettet vesznek fel; környezetükben kedvelik az a-hangokat és amit lehet, arra is változtatnak. A res hol közéjük tartozik, hol nem.
- foghangok (dentálisok) – A ד ט ת d, ṭ, t betűk bizonyos helyzetekben felcserélődhetnek.
- sziszegők (szibiláták) – A ז ס צ שׁ שׂ z, sz, c, sz (ś), s betűk bizonyos helyzetekben felcserélődhetnek. Memóriaszavuk זַסְצַשׁ zaszcas.
- nyújtott betűk (litterae dilatabiles) – A legtöbb héber betű kinyújtható, ezt sorok végén alkalmazták, ha a sor üres lett volna (Héber elnevezése a leggyakoribb ilyen betűkből אֲהַלְתֶּם ahaltem)

## Magánhangzójelölés
A héber magánhangzójelölés egy a latin írású nyelvektől erősen eltérő, kétrétegű és kombinált rendszer. A magánhangzók jelölésében első rétegként három mássalhangzó (hé, váv, jod, ritkábban az álef is) vesz részt, a második rétege pedig egy úgynevezett „pontozási rendszer”. Pontozatlan szövegekben csak az előbbi, pontozottban csak az utóbbi szerepel. (Az előbbi ugyanis a pontokkal kombinálódva jelenik meg.)

### Magánhangzóbetűk
|     |   | szó elején    | szó belsejében         | szó végén                   |
| --- | - | ------------- | ---------------------- | --------------------------- |
| váv | ú | ומי úmí és-ki | שוב súv visszatér      | שבו səvú térjetek vissza!   |
| váv | ó | –             | יום jóm nap            | בו bó vele                  |
| jod | í | –             | איש ís férfi           | פרי pərí gyümölcs           |
| jod | é | –             | בית bét háza valakinek | הרי háré valaminek a hegyei |
| jod | e | –             | עליה á`lehá rajta      | –                           |
| hé  | ă | –             | –                      | מה mă mi?                   |
| hé  | á | –             | –                      | עלה ólá égőáldozat          |
| hé  | e | –             | –                      | זה ze ez, משה Móse Mózes    |
| hé  | é | –             | –                      | עלה ălé levél               |
| hé  | ó | –             | –                      | שלמה Səlómó Salamon         |

Pontozatlan írásban a rövid magánhangzók nem jelennek meg, a hosszú magánhangzókat azonban a héber tudja jelölni. Erre három betűt: a hé-t (ה), a váv-ot (ו) és a jod-ot (י) alkalmazza a következőképpen:
- a váv-val az ó-t és ú-t (ritkábban o-t és u-t),
- a jod-dal az í-t (néha i-t) és é-t és egyetlen, ám fontos esetben az e-t (a többes számú S/3f birtokrag יה- -ehá).

A jod és a váv magánhangzóbetűként csak szó belsejében vagy szó végén fordulhat elő, az egyetlen szóeleji alak az וּ ú- és kötőszó.
- A hé-vel – kizárólag szó végén – az a-t, á-t (ez a leggyakoribb), e-t, é-t és ó-t.
- Az álefet (א) a héber nagyon ritkán használja erre a célra, akkor á-t jelöl. Ez a használat az arámra jellemző.

A héberben a szóvégi magánhangzókat mindig jelölni kell, ez alól nagyon kevés (általában helyesírási okokra visszavezethető) kivétel van.

#### Kialakulása
Kialakulásának magyarázataként általában az szokott szerepelni, hogy a nyelv első fázisában csak mássalhangzókat írtak, a második fázisban kerültek bele a magánhangzóbetűk, míg a harmadikban adták hozzájuk a pontokat. Ez azonban így nem igaz, az első és második fázist nem lehet egymástól elkülöníteni. Kétségtelenül meg lehet különböztetni magánhangzóbetűkkel kevésbé vagy jobban ellátott szövegeket – és ennek alapján régebbi vagy újabb szövegekre is el lehet akár őket különíteni –, a magánhangzóbetűk egy része azonban kezdettől benne van a szavakban, mivel azoknak integráns része. Példák:
- a תורה twrh:tórá törvény-ben a váv magánhangzóbetű (és sohasem írható תרה-ként), ugyanakkor a ירה járá jod-jából származik, tehát a szógyök része
- בית byt:bajit ház, byt:bét háza vkinek – a jod szintén a gyök része, ami az első esetben mássalhangzóként, a másodikban magánhangzóbetűként szerepel. (Utóbbi biblián kívüli ókori szövegekben בת bt-ként is szerepel, ekkor azonban a szövegkörnyezetből minden esetben világosan kiderül, hogy a bét-ről és nem a bat lány szóról van szó, amit viszont mindig így írunk.)
- צור cwr:căvvár nyak, de cwr:cúr kőszikla, cór Tírusz – a váv a fentihez hasönlóan szintén a gyök része, és a szó olvasatától függően marad mássalhangzó vagy lesz magánhangzóbetű.

A hé, váv és jod magánhangzóbetűként való szerepeltetése tehát „adja magát”, mivel ezek a szavaknak integráns részei és a ragozások során eleve hol mással-, hol magánhangzóként jelennek meg (בית byt: bajit / bét, ישׁב yšb: jásav / jésév / hósív / húsav / hivvásév). Igazi magánhangzóbetűnek akkor tekinthetjük őket, ha olyan helyen kerülnek be a szövegbe, ahol eredetileg nem szerepeltek (pl. a שׁוֹמֵר sómér-ben a váv nem szükséges, mert a gyöknek nem része, a szóalak csak שֹׁמֵר). Ez utóbbi csak a vávval és a joddal tehető meg (nagyon ritkán – idegen szavakban – az áleffel)
Szintén elterjedt nézet, hogy magánhangzók hiánya miatt a szövegek olvasata bizonytalanná vált és a helyes kiejtés megőrzése lehetetlen volt. Ez azonban korántsem akkora probléma, mint amilyennek látszik, a héber szövegek pontozás nélkül is nagy biztonsággal olvashatóak. S mivel a tanulás módja a felolvasás, illetve közös olvasás, a nehezebb olvasatú szavak is jól megmaradnak az olvasóban. A magánhangzóbetűk beillesztése inkább egy ortográfiai hagyomány (vö. egyaránt találunk magánhangzóbetűvel vagy anélkül írt szavakat), használatukat következetesen, azaz az olvasás könnyítése érdekében csak az ivrit viszi végig (itt a magánhangzóbetűk már a nyelvtani formát is képesek jelölni). A sokszor hangoztatott olvasási bizonytalanság valójában nem létezik, mert igaz ugyan, hogy egy pontozatlan szónak önmagában akár több tíz olvasata / jelentése lehet, de ez a szövegben maximum 2-3-ra csökken.

### Magánhangzópontok: Egyszerű magánhangzójelek
(Az elnevezések itt is az OH. 264. oldalán lévő táblázatot követik.)
| Az egyszerű magánhangzójelek | Az egyszerű magánhangzójelek | Az egyszerű magánhangzójelek | Az egyszerű magánhangzójelek                                  |
| jel                          | neve                         | kiejtése                     | példák                                                        |
| ---------------------------- | ---------------------------- | ---------------------------- | ------------------------------------------------------------- |
| ָ                             | kámec hatéf kámec            | á o                          | שָׁם sám ott כָּל־ kol- vminek az egésze, חָכְמָה chochmá bölcsesség |
| ַ                             | patah                        | ă                            | יַעַן jaan mert                                                 |
| ֵ                             | céré                         | é                            | שֵׁם sém név                                                    |
| ֶ                             | szegol                       | e                            | מֶלֶךְ melech király                                             |
| ִ                             | hirek                        | i                            | שִׂם szim tégy                                                  |
| ֹ                             | holem                        | ó                            | יָשֹׁב jásóv térjen vissza!                                      |
| ֻ                             | kibbuc                       | u                            | רֻץ ruc fuss!                                                  |
| ְ                             | svá                          | ə / –                        | יִשְׁמְרוּ jismərú (az első néma, a második hangzik)               |

A sémi nyelvek közül a héber rendelkezik a legfejlettebb és legösszetettebb magánhangzó-lejegyzési rendszerrel. A rendszer kettős: egyrészt tartalmazza az önálló magánhangzópontokat („egyszerű magánhangzók”), másrészt ezek a pontok a fenti magánhangzóbetűkkel kombinálódva összetett jeleket adnak ki. Ez a gyakorlatban azt jelenti, hogy egy magánhangzónak többféle írott változata is lehet.
Az i. e. 1–2. századtól az i. sz. 4–5. századig három pontozási rendszer alakult ki: a babiloni, a palesztinai és a tibériási, melyek közül végül az utóbbi maradt fenn, elsősorban fejlettségének köszönhetően. A tibériási rendszerben a magánhangzópontok – az ó kivételével – a betűk alatt helyezkednek el, ezért a rendszer neve „aláírt” (szupralineáris), megkülönböztetendő a felül pontozott babiloni és palesztin rendszerektől (valamint az arabtól).
- A kámec jelnek két olvasata van: á és rövid o. Az esetek döntő többségében – minden nyílt és minden hangsúlyos zárt szótagban – á (kámec), o-ként csak zárt és hangsúlytalan szótagokban olvassuk, neve ekkor hatéf kámec.
- A patah egyik formája az úgynevezett patah furtívum (פַּתַח גָּנוּב patah gánúv becsempészett v. belopott patah), ami a szóvégi hét, ajin és mappikos hé (ח ע הּ) előtt jelenik meg, és a szokásos mássalhangzó-magánhangzó sorrendtől eltérően a mássalhangzó előtt ejtjük (לֹקֵחַ ló`qéach elvesz, שֹׁמֵעַ sóméaʿ hallgat, אֱלוֹהַּ Elóah Isten).

### Összetett magánhangzójelek
A szavakban már eleve benne lévő és magánhangzót jelző betűk, valamint a pontok együttesen hozzák létre az összetett magánhangzókat. Elnevezésük: a) a pont neve + gádól nagy, utalva ezzel „kisebb” párjára, b) a pont neve + a betű neve; önálló elnevezése csak a súreqnek van. Ha az összetett és az egyszerű magánhangzójel is ugyanazt a hangot jelöli, kiejtésükben nincs különbség. A szóbelseji ú, ó és í ritkán a rövid párját jelöli.
Svával három magánhangzó alkot összetételt, ezek neve hátéf gyors, utalva arra, hogy a svá lerövidíti a magánhangzó ejtését. Nevezik még összetett vagy színezett svának is. Kiejtésükre nézve „ultrarövidek” lennének, de a gyakorlatban megegyeznek a rövidekkel. A hátéf-qámec kiejtése mindig rövid o.
| Összetett magánhangzójelek | Összetett magánhangzójelek | Összetett magánhangzójelek | Összetett magánhangzójelek | Összetett magánhangzójelek | Összetett magánhangzójelek | Összetett magánhangzójelek  |
|                            | jel                        | neve                       | kiejtése                   | szó elején                 | szó belsejében             | szó végén                   |
| -------------------------- | -------------------------- | -------------------------- | -------------------------- | -------------------------- | -------------------------- | --------------------------- |
| vávval                     | וּ                          | súreq                      | ú (u)                      | וּמִי úmí és-ki              | שוּב súv visszatér          | שְׁבוּ səvú térjetek vissza!   |
| vávval                     | וֹ                          | hólem gádól / h.-váv       | ó (o)                      | –                          | יוֹם jóm nap                | בּוֹ bó vele                  |
| joddal                     | י ִ                         | híreq gádól / h.-jod       | í (i)                      | –                          | אִישׁ ís férfi               | פְּרִי pərí gyümölcs           |
| joddal                     | י ֵ                         | céré gádól / c.-jod        | é                          | –                          | בֵּית bét háza valakinek     | הָרֵי háré valaminek a hegyei |
| joddal                     | י ֶ                         | szegól gádól / sz.-jod     | e                          | –                          | עָלֶיהָ á`lehá rajta          | –                           |
| hével                      | ה ַ-                        | patach-hé                  | -ă                         | –                          | –                          | מַה mă mi?                   |
| hével                      | ה ָ-                        | qámec-hé                   | -á                         | –                          | –                          | עֹלָה ólá égőáldozat          |
| hével                      | ה ֶ-                        | szegól-hé                  | -e                         | –                          | –                          | זֶה ze ez, מֹשֶׁה Móse Mózes    |
| hével                      | ה ֵ-                        | céré-hé                    | -é                         | –                          | –                          | עָלֵה álé levél               |
| hével                      | ה ֹ-                        | hólem-hé                   | -ó                         | –                          | –                          | שְׁלֹמֹה Səlómó Salamon         |
| svával                     | ֲ                           | hátéf-patach               | ă                          | עֲלֵי ălé menj fel!          | עֲלֵי ălé menj fel!          | עֲלֵי ălé menj fel!           |
| svával                     | ֱ                           | hátéf-szegól               | e                          | אֱדוֹם edóm Edom             | אֱדוֹם edóm Edom             | אֱדוֹם edóm Edom              |
| svával                     | ֳ                           | hátéf-qámec                | ŏ                          | חֳלִי chŏlí betegség         | חֳלִי chŏlí betegség         | חֳלִי chŏlí betegség          |

## Olvasási segédjelek
A magánhangzópontok mellett a héberben szerepel néhány egyéb, úgynevezett olvasási segéd- vagy mellékjel, melyek a pontozott héber írás talán legfontosabb elemei. Hat jelet – 3 pontot és 3 vonalat – sorolunk ide, melyből a mai bibliakiadások ötöt alkalmaznak (a ráfé-t csak ritkán), a modern pontozott szövegek többnyire négyet (a meteg-et ritkán), a pontozatlanok (pl. újság) elvétve egyet-egyet, a maqqéf-et kivéve, ami kötőjelként funkcionál.

### Segédpontok
A tradicionálisan különfélének tekintett három pont lényegében egy funkciójú: a betű valamilyen formájú erősebb kiejtésére figyelmeztet, úgymint: 1. kemény ejtés (dáges lene), 2. kettőzött ejtés (dáges forte), 3. egyáltalábani kiejtés (mappíq).

#### Dáges lene
A dáges lene (héberül דָּגֵשׁ קַל dágés qal – könnyű dáges) a 6, úgynevezett begadkefat-betűbe (a b, g, d, k, p, t betűkből alkotott mozaikszó) kerülő pont neve, mely ezek „kemény” (plozív) kiejtését jelzi. Magyarban (és tulajdonképpen valamennyi héber dialektusban is) csak a בּ / ב b / v, כּ / כ k / ch és פּ / פ p /f kiejtésében van érzékelhető különbség, a másik hármat egyformán ejtjük.
| ponttal:     | בּ b | גּ g | דּ d | כּ1 k  | פּ³ p | תּ t |
| pont nélkül: | ב v | ג g | ד d | כ² ch | פ4 f | ת t |

Dáges lene csak akkor állhat a begadkefatokban, ha azok előtt nem áll magánhangzó vagy hangzó svá. Fordítva: ha begadkefat előtt magánhangzó vagy hangzó svá áll, a dáges lene azonnal kiesik belőle és ejtése „lágy” (spirantizált) lesz.
A begadkefatok kiejtése alaphelyzetben kemény, posztvokalikus (hangzó utáni) helyzetben lágyulnak meg és esik ki belőlük a dáges lene.
- בּוֹא bó jött – de: וּבוֹא úvó és|ment
- כֹּל kól minden – de: וְכֹל vəchól és|minden
- פָּנָה páná fordult – de: יִפְנֶה jifne fordulni fog

A szabály olyan erős, hogy szóhatáron is megtörténhet (amikor a megelőző szó végződik magánhangzóra):
- וְהָאָרֶץ הָיְתה תֹהוּ וָבֹהוּ və|há|árec hájətá `θóhú vá|`vóhú,  הָיְתה תֹּהוּ hájətá `tóhú helyett (a föld pedig kietlen és puszta lett 1Mózes 1:2)

#### Dáges forte
A dáges forte (héberül דָּגֵשׁ חָזָק dágés cházáq – erős dáges) a betűk kettőzését jelző pont. Az א ה ח ע ר-on, azaz a torokhangzókon (gutturálisok) kívül valamennyi betűbe kerülhet. Másként: a gutturálisokon kívül minden betű kettőzhető. Dages forte előtt mindig kell magánhangzónak állnia (svá nem elég).
- הַוּוֹת havvót, הִזָּה hizzá, הִטָּה hittá, הַיּוֹם ha|jjóm, חַלּוֹן challón, אִמֵּר immér, צִנֹּרִית cinnórít, בַּסִּיר, פִּצֵּץ, בִּקֵּשׁ biqqés, אִשָּׂרוֹן isszárón, הַשֶּׁמֶשׁ ha|ssemes, כִּתְּתוּ kittətú

Mivel a begadkefat-ban egyaránt állhat lene és forte is (azaz keményíthető, de kettőzhető is) a benne lévő pont fajtájának eldöntésére több szabály is van, melyek közül a leggyakorlatiasabb ez: ha a begadkefatban van pont és áll előtte magánhangzó, akkor a benne lévő pont dáges forte, azaz kettőz; fordítva: ha begadkefatban van pont, de nem áll előtte magánhangzó, akkor az lene, és csak keményít. (A begadkefatban álló dáges forte egyúttal dáges lene is, ami azt jelenti, hogy e betűknek csak a kemény változatait kettőzzük, azaz van bb, kk, pp, de nincs vv, chch, ff.)
- בָּרָא bárá teremtett – a bétben lene áll, mert nem áll előtte magánhangzó
- וּבָרָא úvárá és-teremteni fog – a bétből kiesett a lene, mert magánhangzó került elé
- בְּהִבָּרְאָם bəhibbárəám teremtetésükkor – az 1. bétben lene áll, mert nem áll előtte semmi, a 2-ikban forte, mert magánhangzó áll előtte
- כִּלְכֵּל kilkél ellát – mindkét kafban lene van, mert nem áll előttük magánhangzó vagy hangzó svá (a lámed alatti svá néma)
- אֹכֶל óchel étel – a kafból kiesett a lene, mert magánhangzó után áll
- אֻכָּל ukkál megemészttetett – a kafban forte van, mert magánhangzó áll előtte
- קָדוֹשׁ qádós szent – a dáletből kiesett a lene, mert áll előtte magánhangzó
- קִדֵּשׁ qiddés megszentelt – a dáletben lévő pont forte, mert áll előtte magánhangzó

#### Mappíq
A mappíq (מַפִּיק előhozó) egy pont a szóvégi-hében (és csak a szóvégiben), ami akkor kerül bele, ha annak kiejtett voltát jelzi. (Alapesetben ugyanis a vég-hé mindig néma és magánhangzót jelöl.)
- גָּבָה gává, de גָּבַהּ gávăh

### Segédvonalak

#### Ráfe
A ráfe (héberül רָפֵא ráfé, gyenge) a betűk fölötti vízszintes vonás (בֿ, פֿ), melyet ma már csak a jiddisben alkalmaznak, de eredetileg szerves része volt minden bibliaszövegnek (régi kiadások még alkalmazzák). A ráfe lényegében egy hiányjel, ami jelzi, hogy a betűből hiányzik vagy a dáges lene, vagy a dáges forte, vagy a mappíg, illetve bizonyos betűk nem-olvasását is jelöli.
- hiányjelként:
  - dáges forte hiányának jelzése: amikor valamilyen nyelvtani oknál fogva a betűben nincs ott az egyébként szükséges pont;
  - dáges lene hiányának jelzése: valamennyi begadkefat megkapja, amelyben azért nem áll lene, mert nem kell (ebben a szerepében egyfajta „anti dáges lene” : פּוּר púr Purim, de וּפֿוּר úfúr és Purim)
- „ne olvasd jelként”:
  - megkapja minden mappíg nélküli vég-hé (ebben a szerepében egyfajta „anti-mappíq”)
  - megkapja minden „némabetű”, azaz azok, melyek ott vannak ugyan, de nem kell olvasni őket.

Annak ellenére, hogy ma már nagyon kevés kiadás alkalmazza, a ráfe a szöveg lejegyzése során alkalmazott fontos szövegellenőrzési-szövegbiztosítási jel is, ami minden esetben jelzi, hogy az adott pont nem véletlenül maradt ki a betűből, tehát nem másolási hibáról van szó.

#### Maqqéf
A maqqéf (מַקֵּף gerenda) a szavak közötti felső összekötő vonal. Elvileg a valamilyen szempontból összetartozó szavakat kapcsolja egybe (elsősorban a birtokos kapcsolatokat, pl. בֶּן־דָּוִד ben-Dávid Dávid fia, illetve bizonyos egyszótagú szavaknál ez kötelező is, pl. מִן־הָעִיר min-há|ír a|város-ból), ez azonban ennél bonyolultabb és csak az esetek kisebb részére érvényes, ugyanis nem minden összetartozó szó van maqqéffal kötve, ugyanakkor a maqqéffel kötött szavak nagy része nincs egymással az átlagnál szorosabb kapcsolatban. Ennek oka, hogy a maqqéf a neginákkal együtt része a héber dallamjelölési rendszernek is.
A legfontosabb szerepe hangsúlyozási: az általa összekötött szavak egy hangsúlyozási egységet képeznek, az elöl lévők elvesztik hangsúlyukat (ami miatt különböző rövidülések jönnek létre), csak a legutolsó marad hangsúlyos. Ennek ellenére valamennyi szónak saját neginája lehet. A Tanachban maximálisan négy szó áll maqqéffel összekötve.

#### Meteg
A meteg ( מֶתֶג zabla vagy kantár) egy kis függőleges vonás a betűk alatt, a magánhangzójel bal oldalán (igen ritkán a jobbon, még ritkábban a chátéf-ek közepén). Legfontosabb szerepe, hogy tájékoztat a qámec á vagy o olvasatáról, másrészt a svák kiejtett vagy ki nem ejtett voltáról, valamint bizonyos esetekben jelöli a mellékhangsúlyt is. (Nem keverendő össze a minden versvégi szó hangsúlyos szótagja alatt álló szillúq nevű neginával, mely ugyanígy néz ki – a meteg soha nem áll hangsúlyos szótag alatt.)

## Központozási jelek
A szó általunk megszokott értelmében vett központozási jeleket (pont, vessző, felkiáltójel stb.) a héberben nem találunk (kivéve az újhébert, ahol használják), erre a célra a klasszikus héber az úgynevezett neginák-at használta fel. A neginák (vagy taamim) egy körülbelül 30 jelből álló, meglehetősen bonyolult hangsúlyozási–tagolási–zenei vonal- és pontrendszer elnevezése. Ennek egyes elemei bizonyos mértékig megfelelnek az általunk ismert pont–vonal–pontosvessző–kettőspont rendszernek, modalitást azonban (kérdő- és felkiáltójel) nem fejeznek ki. Legfontosabb, minden bibliai vers végén megtalálható eleme a szóf pászúq (סוֹף פָּסוּק versvég), mely nevének megfelelően a vers végét jelzi, azonban pont mellett, különösen hosszabb mondatok esetén, amikor a vers és a mondathatárok nem esnek egybe, vesszőt is jelenthet:
- וְאֵת־הָאָרֶץ׃... ...és a földet. (1Mózes 1:1b)

A középkori pontozatlan szövegekben nincs semmiféle szövegtagoló elem.

## Lásd még
- Klasszikus héber nyelvtan